# Jillian Shippee
Jillian „Jill“ Shippee (* 19. April 1999 in Clifton Park, New York) ist eine US-amerikanische Leichtathletin, die sich auf den Hammerwurf spezialisiert hat.

## Sportliche Laufbahn
Jillian Shippee studierte von 2018 bis 2022 an der University of North Carolina at Chapel Hill und bei den U20-Weltmeisterschaften in Tampere mit einer Weite von 61,38 m den sechsten Platz. Im Jahr darauf schied sie bei der Sommer-Universiade in Neapel mit 59,42 m in der Qualifikationsrunde aus und 2023 brachte sie bei den Weltmeisterschaften in Budapest in der Vorrunde keinen gültigen Versuch zustande.